# Gare de Hoboken Terminal
Pour les articles homonymes, voir Gare d'Hoboken.
La  Gare de Hoboken Terminal est une importante plateforme de correspondance de transport collectif ferroviaire, fluvial et routier du Grand New York, située dans la ville d'Hoboken, dans le comté de Hudson de l'État du New Jersey aux États-Unis. Elle est établie sur la rive occidentale du fleuve Hudson face à Manhattan (sur la rive orientale, l'un des cinq arrondissements de la ville de New York dans l'État de New York). Chaque jour, plus de cinquante mille usagers transitent par le terminal, en faisant la gare ferroviaire la plus fréquentée du New Jersey et la seconde infrastructure de transport la plus utilisée dans cet État, après l'aéroport international de Newark-Liberty.

## Histoire

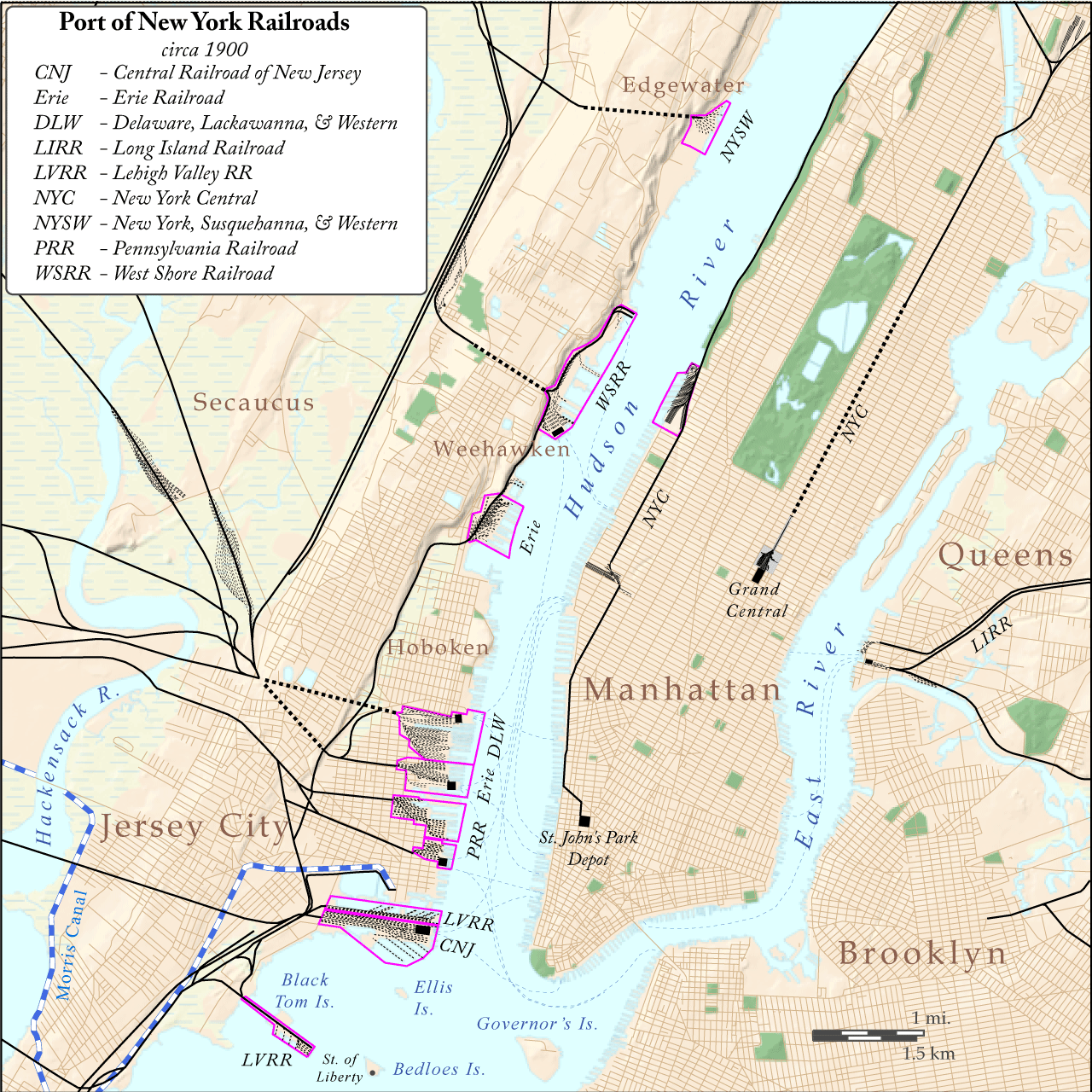
Carte du réseau ferroviaire de New-York et ses environs, peu après 1907, montrant la situation de Hoboken Terminal (DLW), notamment parmi les infrastructures concurrentes de la rive new-jersiaise de l'Hudson.

La gare est mise en service en 1907, par le Delaware, Lackawanna and Western Railroad. C'est aujourd'hui la seule en activité, des cinq gares terminus, de compagnies de chemin de fer concurrentes, qui étaient établies au début du vingtième siècle, dans le New Jersey, sur le Hudson Waterfront (en), quand les ferries étaient encore le seul moyen d'accéder à l'île de Manhattan depuis l'ouest.
Le 29 septembre 2016 au matin, un accident ferroviaire est provoqué par l'entrée en gare du train #1614 à pleine vitesse.

### Accueil

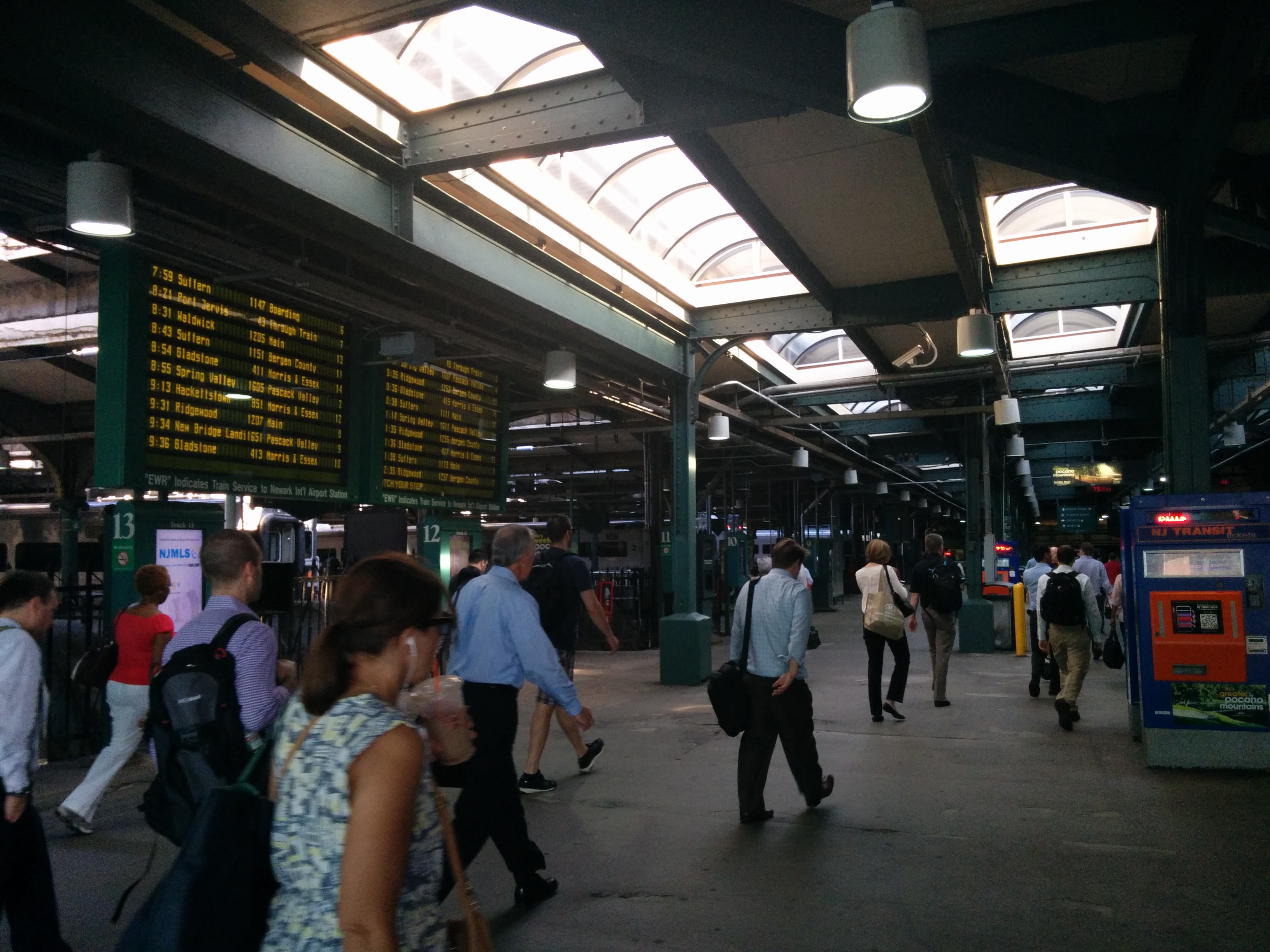
Zone de transit.

## Service des voyageurs

### Desserte

#### New Jersey Transit
- Bergen County Line
- Gladstone Branch
- Main Line
- Meadowlands Rail Line
- Montclair-Boonton Line
- Morristown Line
- North Jersey Coast Line
- Pascack Valley Line
- Raritan Valley Line

#### Metro-North Railroad
- Port Jervis Line

#### Métro léger Hudson-Bergen

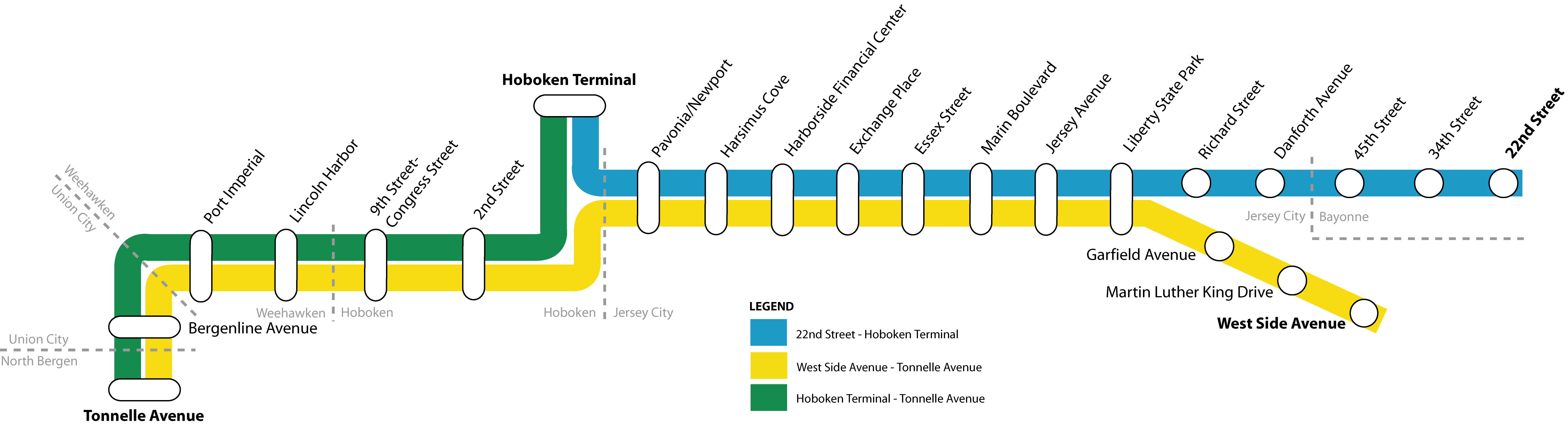
Carte du métro léger Hudson-Bergen depuis le Hoboken Terminal.

- 8th Street–Hoboken
- Hoboken–Tonnelle

#### Port Authority Trans-Hudson (PATH)
- HOB–WTC
- HOB–33
- JSQ–33 (via HOB)

## Galerie

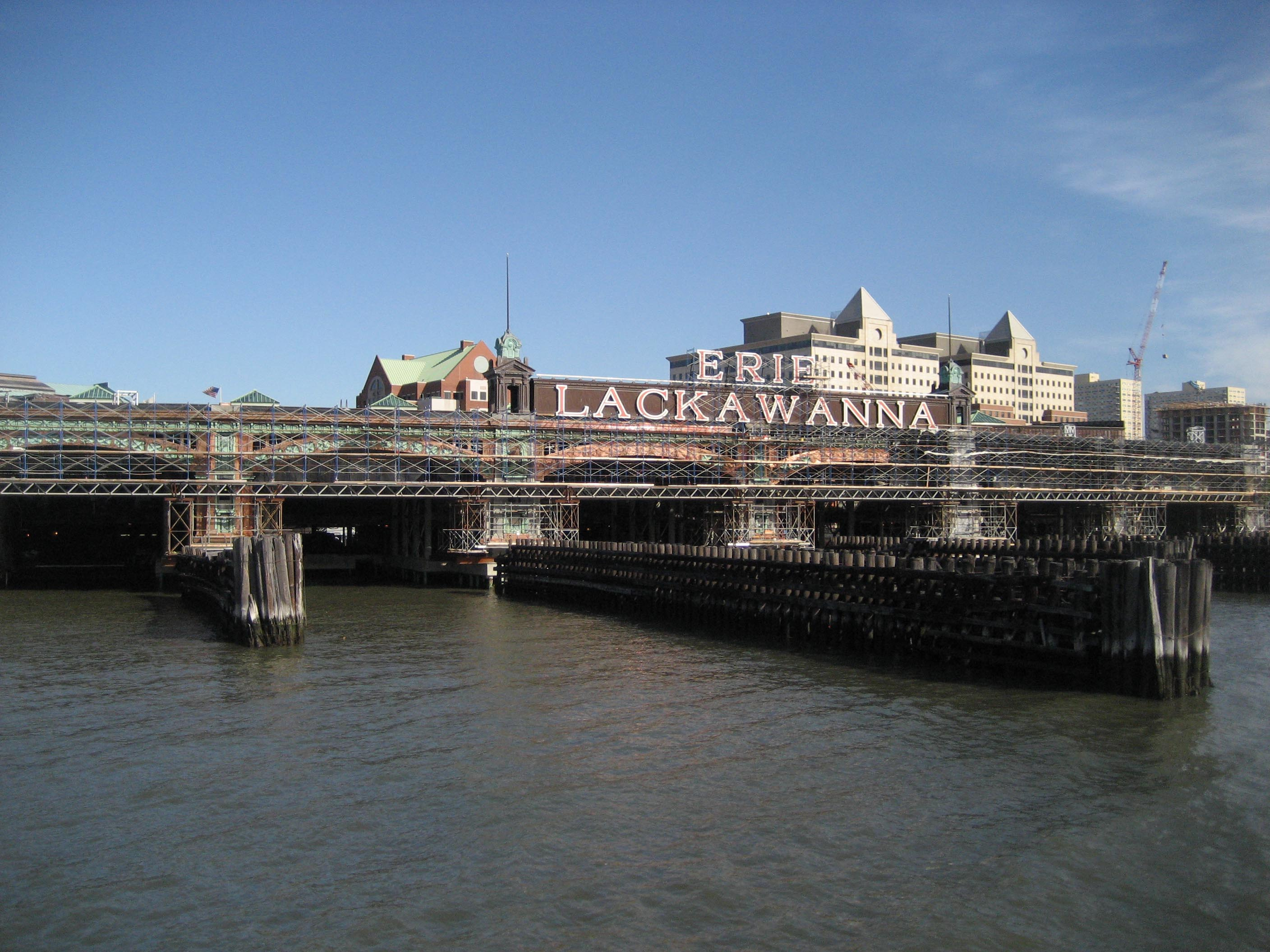
Les quais du terminal des ferries, vus depuis le fleuve Hudson.
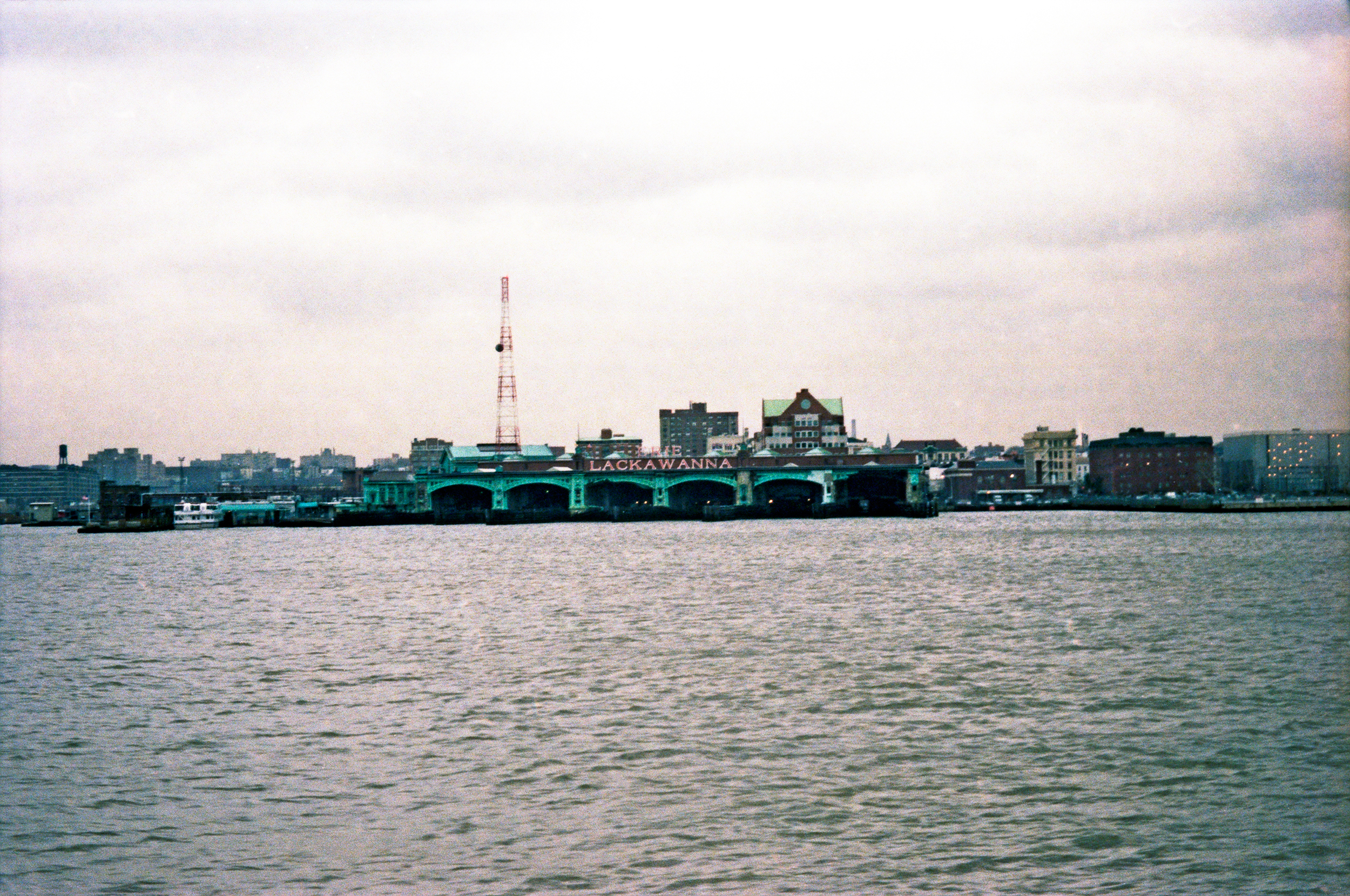
Hoboken Terminal depuis l'Hudson, un après-midi d'automne en 1996.
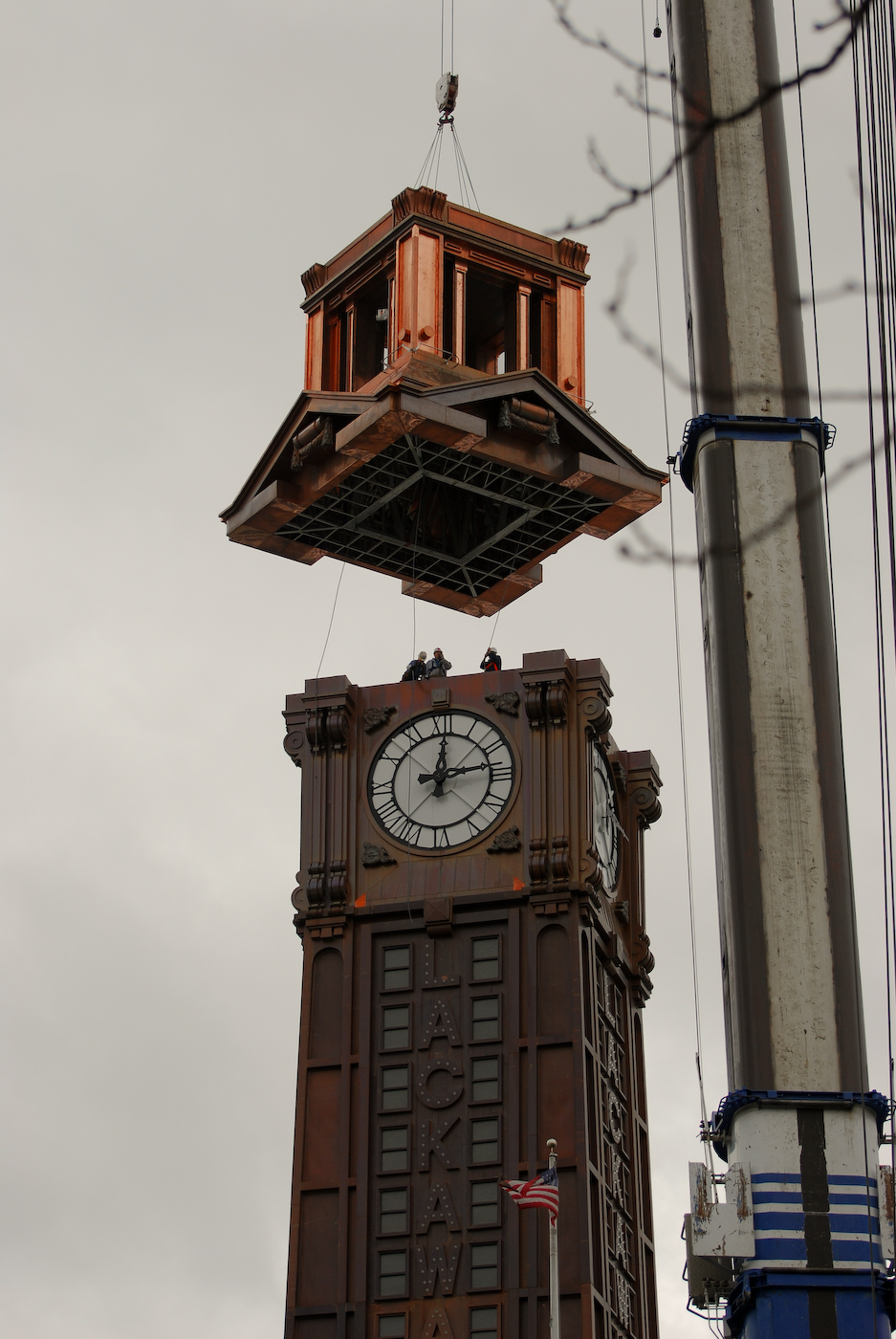
La tour de l'horloge en cours de remise en place, lors de vastes travaux de rénovation.
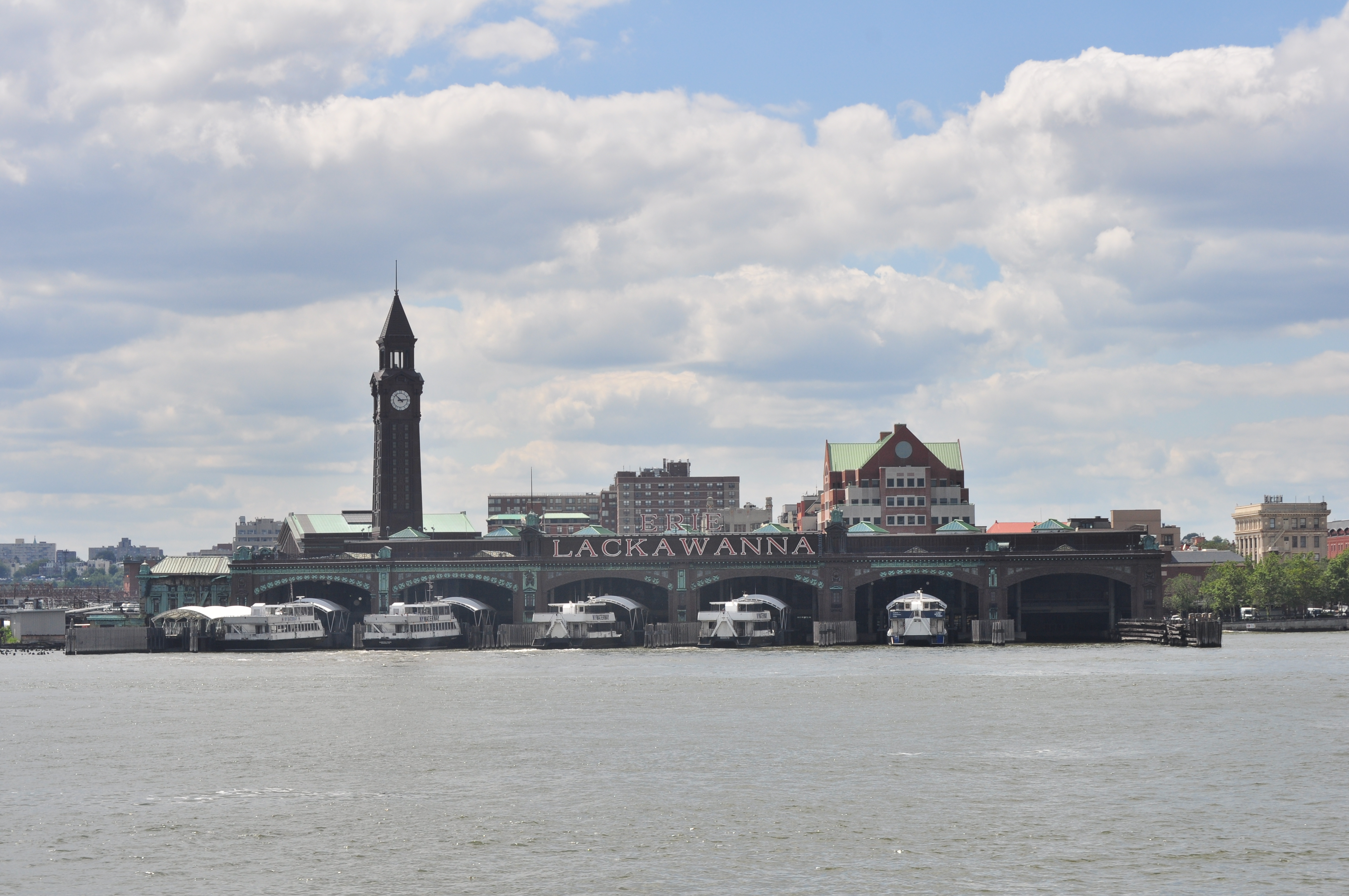
Hoboken Terminal depuis l'Hudson, en 2013.
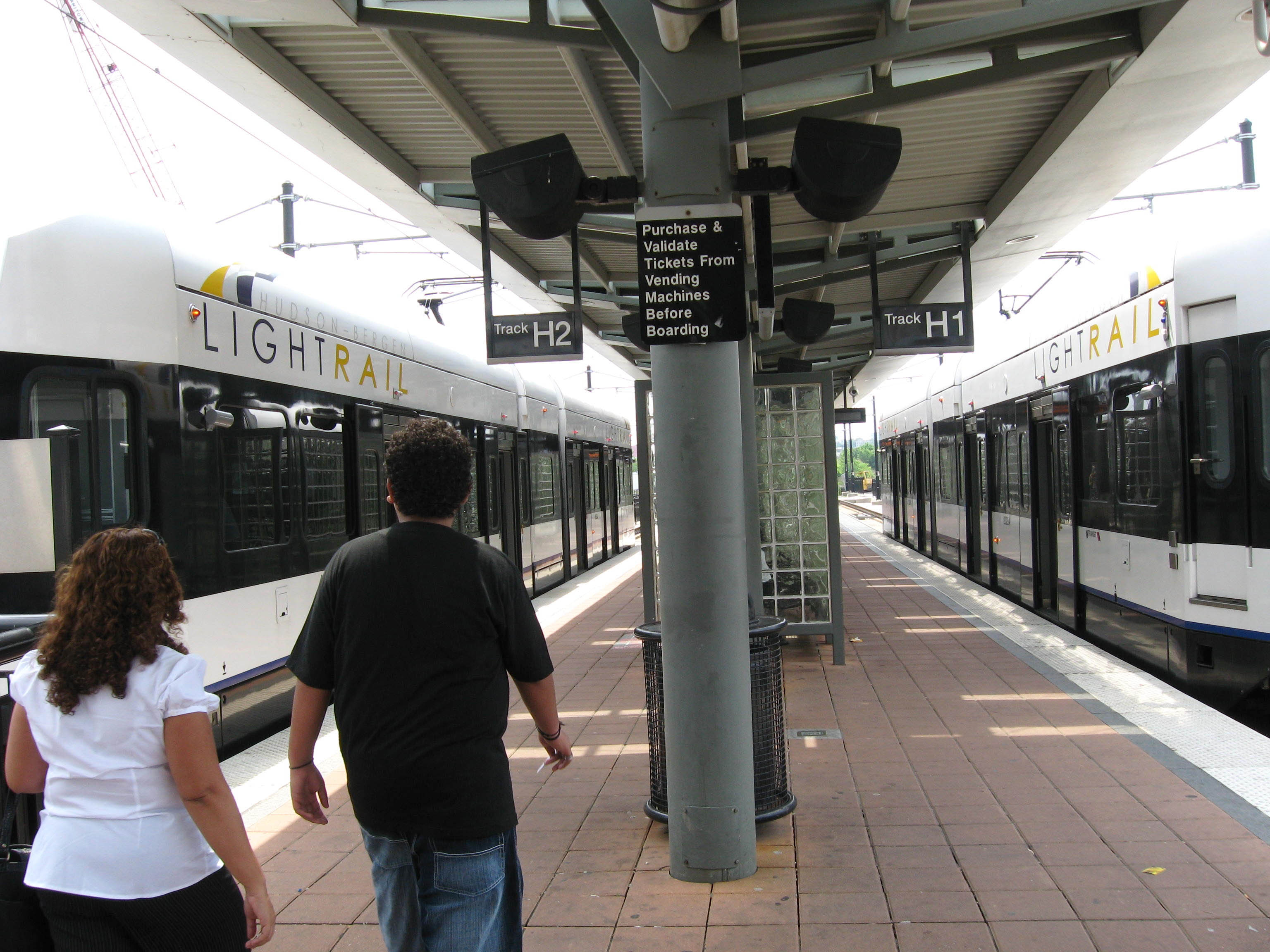
Quai du métro léger Hudson-Bergen, voies H1 and H2.
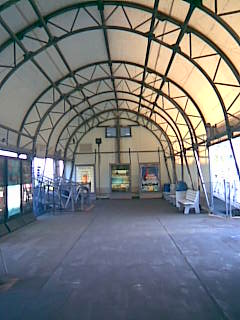
Le terminal des ferries utilisé entre 1989 and 2011 pour les bateaux desservant le World Financial Center.
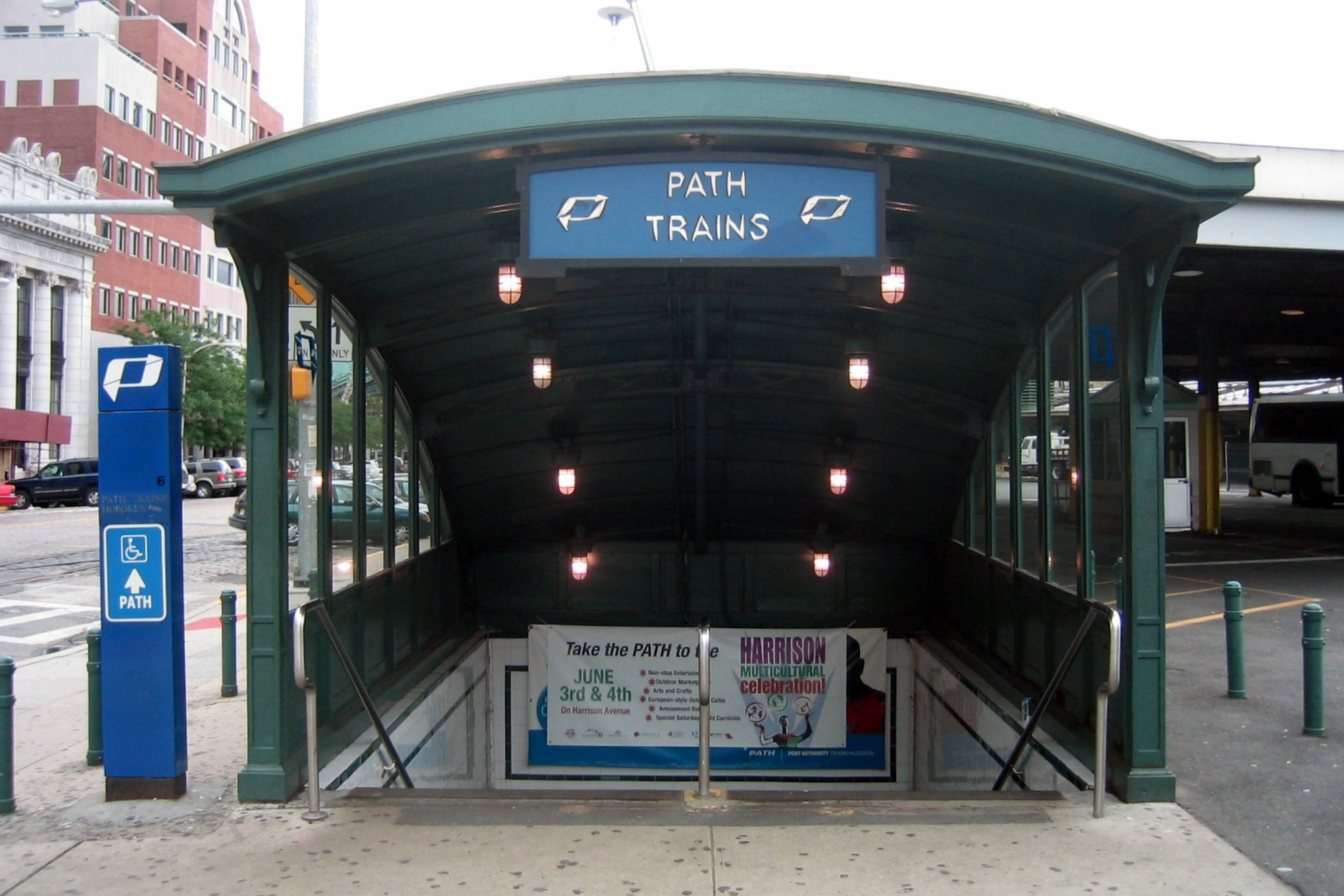
Un escalier, Hudson Place, vers la station du PATH.
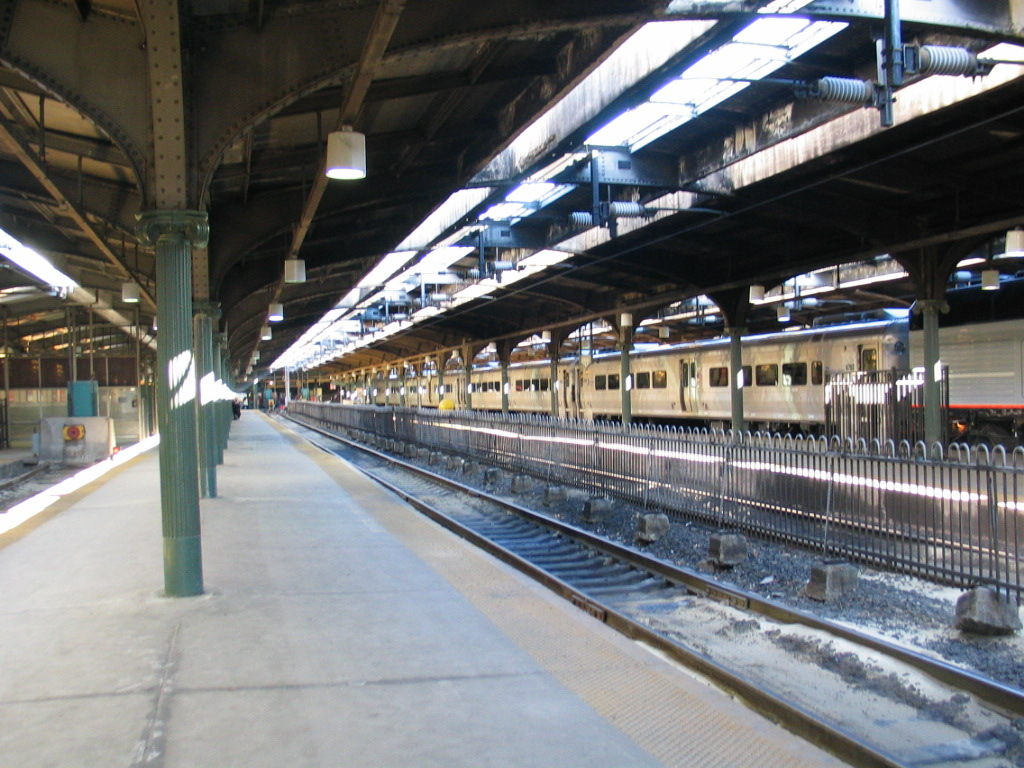
Quai des rames de New Jersey Transit.
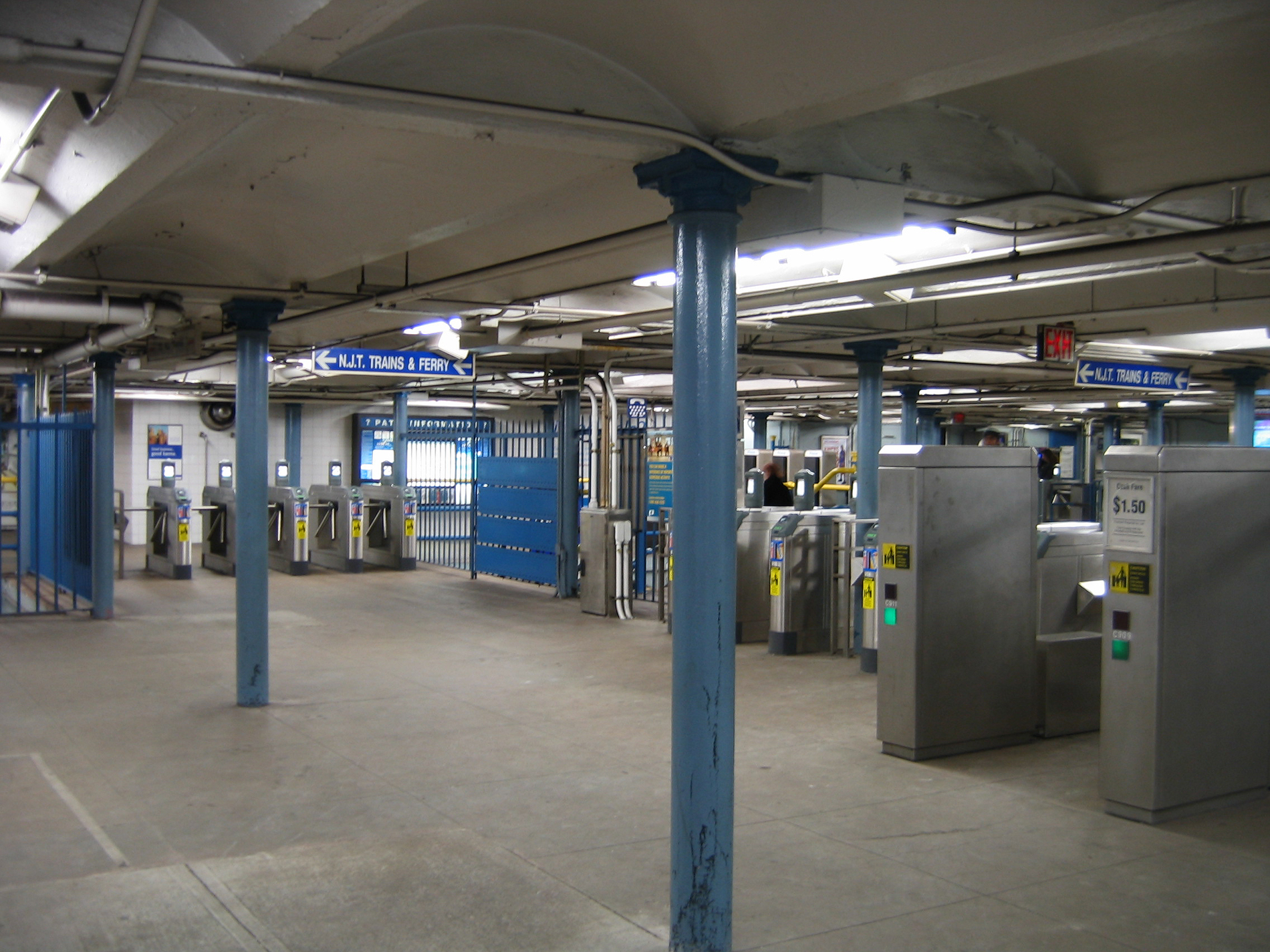
Une des deux lignes de contrôle de la station du PATH.
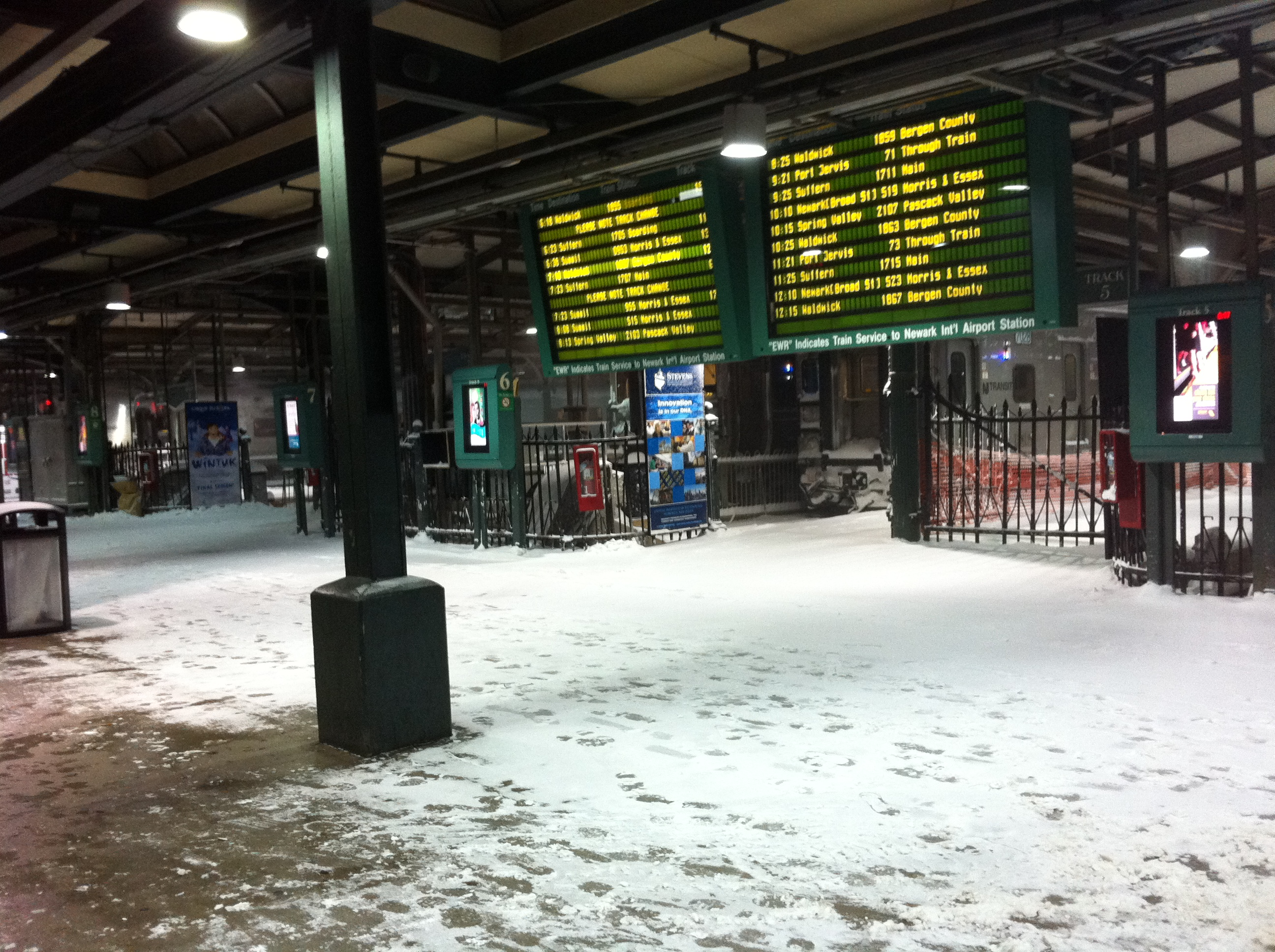
Le terminus d'Hoboken après une rude tempête de neige en 2010.
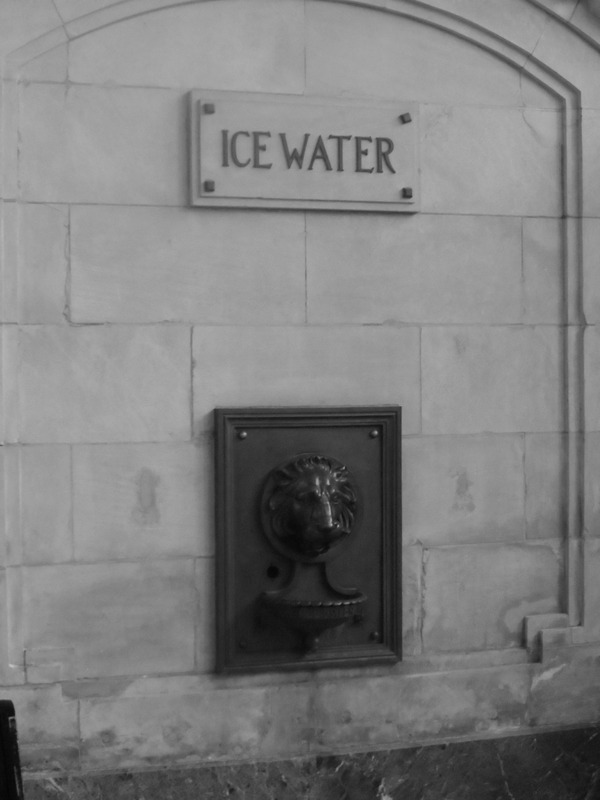
Robinet d'eau glacée à l'intérieur du terminal principal.